# Precision Manuals Development Group
A Precision Manuals Development Group (PMDG) é uma desenvolvedora de aeronaves add-on para Microsoft Flight Simulator e ja produziu produtos para os simuladores Prepar3D da Lockheed Martin, Flight Simulator X e Flight Simulator 2004, fundada pelo Comandante Robert S. Randazzo em 1997.

## História
A companhia começou fabricando manuais detalhados. Robert Randazzo queria fabricar software de simulação de tal forma realista, de modo a que pudesse ser usado no treino de Pilotos. Atualmente a PMDG é responsável pelos addons mais complexos e fiéis para as principais plataformas de simuladores de voo do mercado, inclusive com produtos licenciados pela Boeing.

## Produtos Retirados
- BAe Jetstream 4100 (Flight Simulator X)
- Beechcraft B1900C/B1900D (Flight Simulator 2004)
- Boeing 737-600/700 (Flight Simulator 2004
- Boeing 737-800/900 (Flight Simulator 2004)
- Boeing 737-600/700/800/900 NGX (Flight Simulator X)
- Boeing 747-400/400F (Flight Simulator 2004)
- Boeing 747-400X 400/ 8i & 8F Expansion (Flight Simulator X)
- Boeing 747-400 Queen of the Skies II (Flight Simulator X)
- Boeing 747 Queen of the Skies II 8i/800F Expansion Pack  (Flight Simulator X, Prepar3D v3, Prepar3D v4, Prepar3D v5)
- Boeing 777-200LR/F (Flight Simulator X, Prepar3D v3, Prepar3D v4, Prepar3D v5)
- Boeing 777-300ER (Flight Simulator X, Prepar3D v3, Prepar3D v4, Prepar3D v5)
- Douglas DC-6 (X Plane 10, Flight Simulator X, Prepar3D v3, Prepar3D v4, Prepar3D v5)
- McDonnell Douglas MD-11 (Flight Simulator 2004, Flight Simulator X)
- Boeing 737-600/700/800/900 NGXu (Prepar3D v3, Prepar3D v4, Prepar3D v5)[2]
- Boeing 747-400 Queen of the Skies II (Prepar3D v3, Prepar3D v4, Prepar3D v5)
- Boeing 747 Queen of the Skies II 8i/8F  (Prepar3D v3, Prepar3D v4, Prepar3D v5)

## Produtos Atuais
- Boeing 737-600/700/800/900 NG3 (Flight Simulator 2020)[3]
- Boeing 777-200LR/F (Flight Simulator 2020, Flight Simulator 2024)
- Boeing 777-200ER (Flight Simulator 2020, Flight Simulator 2024)
- Boeing 777-300ER (Flight Simulator 2020, Flight Simulator 2024)
- Douglas DC-6 (Flight Simulator 2020)

## Futuros Produtos
- Boeing 747-400/F (Apenas para o Flight Simulator 2024)
- Boeing 747-8i/8F (Apenas para o  Flight Simulator 2024)
- Boeing 737 MAX (Apenas para o  Flight Simulator 2024)